# Illens
Illens (toponimo francese; in tedesco Illingen, desueto) è una frazione del comune svizzero di Gibloux, nel Canton Friburgo (distretto della Sarine).

## Storia

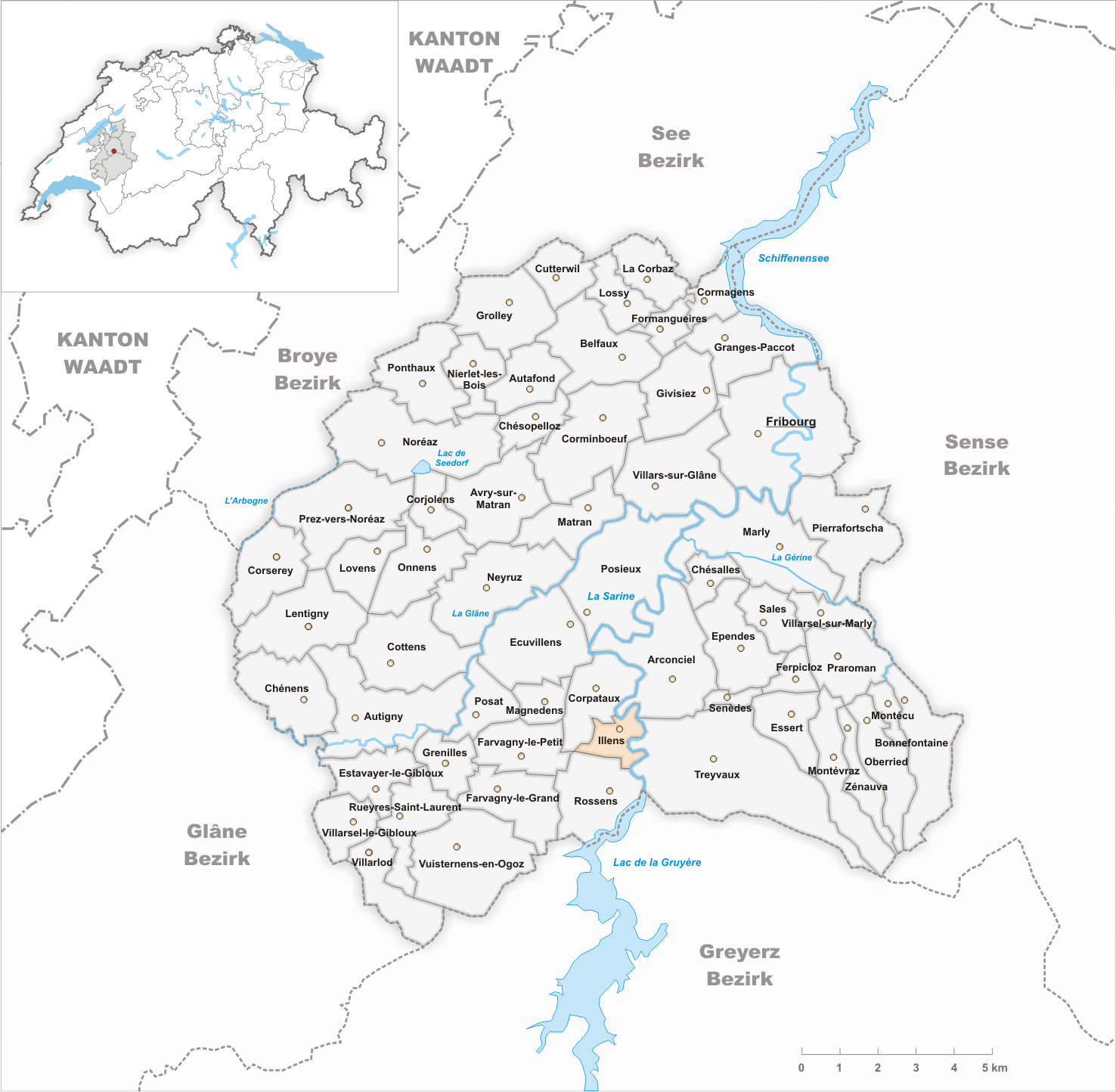
Il territorio del comune di Illens prima degli accorpamenti comunali del 1972

Già comune autonomo istituito nel 1845, il 1º gennaio 1972 è stato accorpato a Rossens, il quale a sua volta il 1º gennaio 2016 è stato accorpato agli altri comuni soppressi di Corpataux-Magnedens, Farvagny, Le Glèbe e Vuisternens-en-Ogoz per formare il nuovo comune di Gibloux.

## Monumenti e luoghi d'interesse

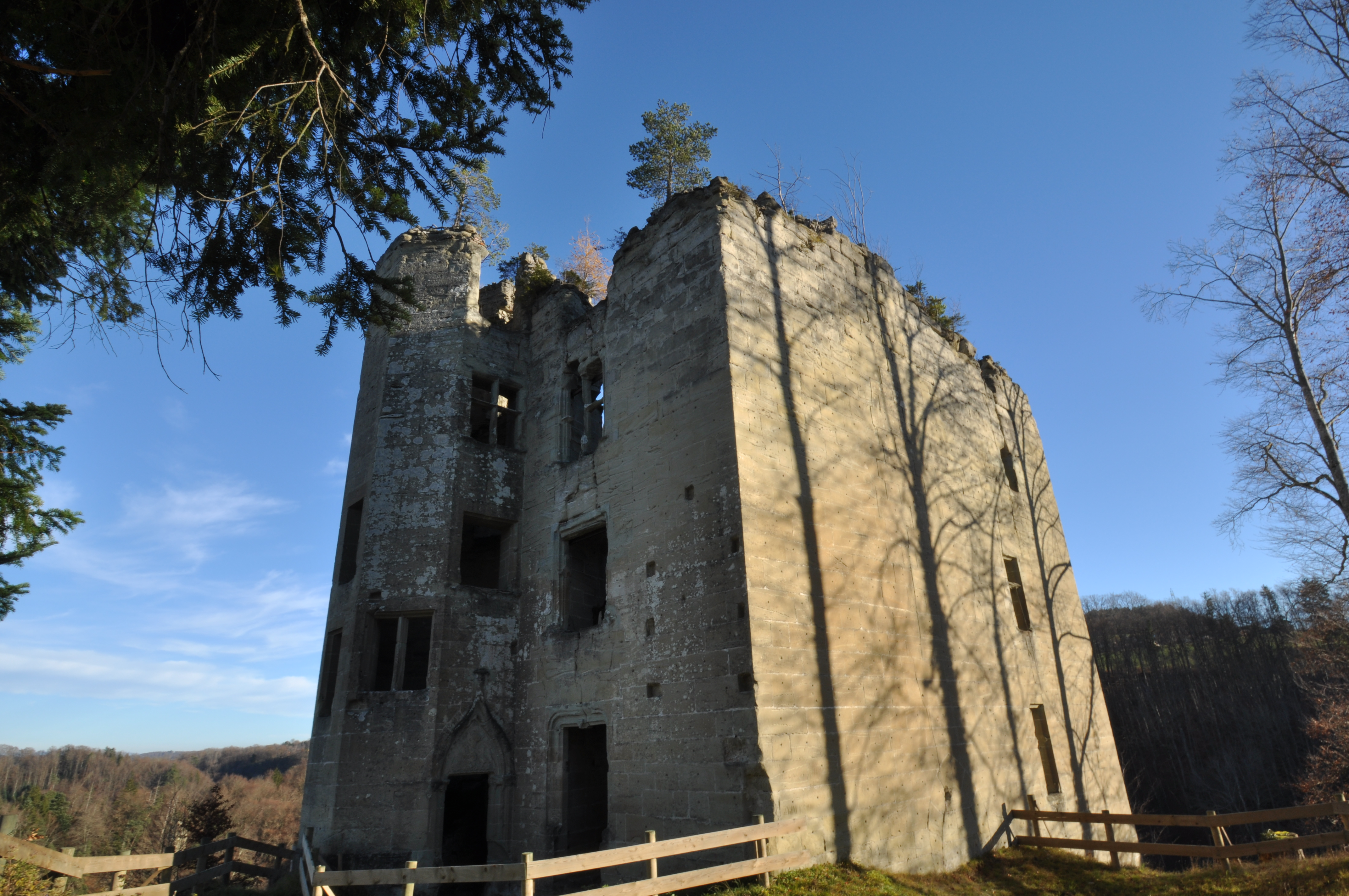
Le rovine del castello di Illens

- Rovine del castello di Illens, attestato dal XII secolo, ricostruito nel 1470 e distrutto nel 1475[1].

## Società

### Evoluzione demografica
L'evoluzione demografica è riportata nella seguente tabella:
Abitanti censiti

## Amministrazione
Ogni famiglia originaria del luogo fa parte del comune patriziale che ha la responsabilità della manutenzione di ogni bene comune.